# さしよりからし蓮根
さしよりからし蓮根（さしよりからしれんこん）は、ラジオ関西で放送されたラジオ番組。吉本興業所属のからし蓮根の冠番組。

## 番組概要
2018年4月5日に放送開始。からし蓮根にとって初めての冠番組。タイトルの「さしより」は、熊本弁で「とりあえず」「さしあたり」の意味。
当初は毎週木曜日の90分枠での生放送だったが、2019年4月の改編で毎週金曜日の60分枠収録放送に変更。さらに2021年4月より「よしもと☆のびしろアワー」に吸収され、約2時間の放送枠ながら月1回のペースで放送された。
2022年4月改編にて「よしもと☆のびしろアワー」が終了するのに伴い当番組も最終回を迎えた。からし蓮根は4月以降、午後帯の生放送番組『Clip』の水曜日担当となり、ラジオ関西の番組には引き続き出演する。

### ネット局
- 熊本放送（RKKラジオ） - 放送対象地域の熊本県は2人の地元にあたる。2019年10月6日放送開始[4]。放送枠の都合により、2019年12月までは30分の短縮版を放送し、2021年度も月1回放送ではなく、本放送をおおよそ30分ずつ分割した再編集版を毎週放送した。

### 放送枠の変遷
| 放送期間                       | 放送時間                                            | 放送局     | 対象地域 | 備考                   |
| ------------------------------ | --------------------------------------------------- | ---------- | -------- | ---------------------- |
| 2018年4月5日 - 2019年3月28日   | 木曜日 22:00 - 23:30                                | ラジオ関西 | 兵庫県   | 制作局 生放送          |
| 2019年4月5日 - 2021年3月26日   | 金曜日 22:00 - 23:00                                | ラジオ関西 | 兵庫県   | 制作局 収録放送        |
| 2021年4月2日 - 2022年3月4日    | 第1金曜日 22:00 - 23:55 （よしもと☆のびしろアワー） | ラジオ関西 | 兵庫県   | 制作局 月1回の収録放送 |
| 2019年10月7日 - 2019年12月23日 | 月曜日 0:30 - 1:00（日曜深夜）                      | 熊本放送   | 熊本県   | 短縮版                 |
| 2019年12月30日 - 2021年3月29日 | 月曜日 0:00 - 1:00（日曜深夜）                      | 熊本放送   | 熊本県   |                        |
| 2021年4月5日 - 2022年3月28日   | 月曜日 0:00 - 0:30（日曜深夜）                      | 熊本放送   | 熊本県   | 分割編集版             |

## 主なコーナー
- 週刊からしタイムズ→今月のトピックス - 2人が近況を報告し合うコーナー。

- リスナーの疑問に体当たり！実際やったらどうなるか発表会 - リスナーから募集した「素朴な疑問」を、単独番組時代はどちらか1人が1週間かけて、月1番組時代は2人それぞれが1か月かけて検証するコーナー。

- さしよりやろう！即興！穴埋め漫才 - 漫才に入れてほしいワードをリスナーから募集し、それを取り入れた漫才台本をスタッフが作成、最後に2人が台本の空白をアドリブで埋めながら漫才を披露するコーナー。

- イメージ、、、だけなんですけど、、、

- ランキングで喋ろう

- その時、青空は何と言う?! - お題のボケに対して、青空がどうツッコむのか予想するコーナー。リスナーに混じり、伊織も毎週参加している。

- この時、伊織は何と言う!?

- パンツは満月 - リスナーが狼に変身してしまう「満月」を教えてもらうコーナー。満月とは、異性の体や服装、しぐさ、言葉など…早い話、ムラッとする瞬間のこと。

- エンディングは絶叫で→エンディング絶叫バトル